# Protosintula tenebrosus
 (décembre 2021).
Genre
Espèce
Protosintula tenebrosus, unique représentant du genre Protosintula, est une espèce d'araignées aranéomorphes de la famille des Linyphiidae.

## Distribution
Cette espèce est endémique du district du Sud en Israël. Elle se rencontre vers Sde Boker.

## Description
Le mâle holotype mesure 2,20 mm.

## Publication originale
- Tanasevitch, 2021 : « A new genus and species of the spider family Linyphiidae (Aranei) from Israel. » Arthropoda Selecta, vol. 30, no 2, p. 573-576 (texte intégral).